# Mike Keen
Michael Thomas Keen, più conosciuto con il diminutivo Mike Keen (High Wycombe, 19 marzo 1940 – Flackwell Heath, 12 aprile 2009) è stato un allenatore di calcio e calciatore inglese, di ruolo centrocampista.

## Biografia
Suo figlio Kevin è stato a sua volta un allenatore di calcio ed un calciatore professionista.

## Carriera

### Giocatore
Esordisce tra i professionisti nella stagione 1959-1960 all'età di 19 anni con il QPR, club della terza divisione inglese, di cui è uno dei giocatori più rappresentativi degli anni '60: gioca infatti per un decennio da titolare nel club, per complessive 393 presenze e 39 reti in partite di campionato, e disputa la finale della vittoriosa Coppa di Lega 1966-1967, primo trofeo maggiore vinto dal club nella sua storia: in questa stessa stagione vince inoltre anche il campionato di terza divisione, mentre l'anno seguente contribuisce a conquistare una promozione in prima divisione, categoria nella quale esordisce nella stagione 1968-1969 all'età di 28 anni; dopo 19 presenze in massima serie passa a stagione in corso al Luton Town, nuovamente in terza divisione; con gli Hatters al termine della stagione 1969-1970 conquista una promozione in seconda divisione, categoria nella quale gioca stabilmente da titolare nelle due stagioni successive, per un totale di 144 presenze ed 11 reti in partite di campionato con il club. Si trasferisce infine al Watford, con cui gioca in terza divisione fino al ritiro, avvenuto al termine della stagione 1974-1975, conclusa peraltro con una retrocessione in quarta divisione.
In carriera ha totalizzato complessivamente 673 presenze e 55 reti nei campionati della Football League (tutti nelle prime tre divisioni).

### Allenatore
A partire dal 1973 diventa anche allenatore del Watford, ruolo che mantiene anche dopo la retrocessione in quarta divisione, fino al termine della stagione 1976-1977. Nella stagione 1978-1979 allena invece il Northampton Town, in quarta divisione. In seguito allena il Wycombe, club della sua città natale, in Isthmian League (sesta divisione): qui ottiene dei buoni risultati, raggiungendo una semifinale di FA Trophy nella stagione 1981-1982 e vincendo il campionato nella stagione 1982-1983. Lascia il club al termine della stagione 1983-1984, ed in seguito tra il 1985 ed il 1989 allena i semiprofessionisti del Marlow, con cui nella stagione 1987-1988 vince la Division One della Isthmian League (settima divisione), allenando poi in Isthmian League per il biennio successivo.

## Palmarès

### Giocatore

#### Competizioni nazionali
- Coppa di Lega inglese: 1

Q.P.R.: 1966-1967
- Third Division: 1

Q.P.R.: 1966-1967

### Allenatore

#### Competizioni nazionali
- Isthmian League: 1

Wycombe: 1982-1983
- Isthmian League Division One: 1

Marlow: 1987-1988